# Maurepas, Somme
Maurepas là một xã ở tỉnh Somme, vùng Hauts-de-France, Pháp.

## Địa lý
Thị trấn này tọa lạc trên đường D146, khoảng 30 dặm Anh về phía đông bắc của Amiens, khoảng 1 dặm Anh so với tuyến đường A1.

## Dân số
| 1962                                                           | 1968 | 1975 | 1982 | 1990 | 1999 |
| -------------------------------------------------------------- | ---- | ---- | ---- | ---- | ---- |
| 283                                                            | 283  | 242  | 216  | 213  | 215  |
| Số liệu điều tra dân số từ năm 1962, dân số không tính hai lần |      |      |      |      |      |